# Associació de Futbol de Kiribati
L'Associació de Futbol de Kiribati, també coneguda per les sigles KIFA (en anglès: Kiribati Islands Football Association) és l'òrgan de govern del futbol a la república de Kiribati. Va ser fundada l'any 1980 i és membre associat de la Confederació de Futbol d'Oceania (OFC).
L'any 2016, la KIFA va afiliar-se a la Confederació d'Associacions de Futbol Independents (ConIFA).
La KIFA és la responsable de l'organització del futbol de totes les categories i també de la Selecció de futbol de Kiribati.
La Kiribati National Championship és la principal competició de lliga. Va ser creada l'any 1984 i la disputen vint-i-tres equips.
A principis de 2020, els principals objectius de la KIFA són: ser acceptats com a membres de ple dret de l'OFC i ser admesos com a membres integrants de la Federació Internacional de Futbol Associació (FIFA).